# Walter Sickert (Politiker)
Walter Sickert (* 2. Februar 1919 in Hamburg; † 21. Februar 2013 in Berlin) war ein langjähriger Berliner SPD-Politiker.

## Leben
Der gelernte Schlosser wurde im Jahr 1938 zum Reichsarbeitsdienst und zum Wehrdienst bei der Kriegsmarine eingezogen. Nach der Entlassung aus englischer Kriegsgefangenschaft 1946/47 gehörte er der Berliner Polizei an. Nach Kursen an der Volkshochschule und mehreren Bundesschulen des Deutschen Gewerkschaftsbundes für Arbeits- und Sozialrecht erfolgte im Jahr 1949 seine Berufung zum ehrenamtlichen Arbeits- und Sozialrichter, zuletzt  beim Bundesarbeitsgericht in Kassel. 
Im Jahr 1950 wurde Walter Sickert Vorstandsmitglied der IG Bau-Steine-Erden Berlin, 1954 ehrenamtlicher Vorsitzender und 1955 hauptamtlicher Geschäftsführer des DGB Berlin. Im Februar 1960 wurde Walter Sickert von der Landesbezirkskonferenz des DGB-Berlin zum Vorsitzenden des DGB-Landesbezirks Berlin gewählt und behielt diese Funktion bis zu seinem altersbedingten Rücktritt 1982 bei. 
Bereits im Jahr 1948 schloss sich Walter Sickert der SPD an. 1963 wurde er in das Abgeordnetenhaus von Berlin gewählt, wo er 1964 stellvertretender Vorsitzender der SPD-Fraktion wurde. Am 6. April 1967 wurde er zum Präsidenten des Abgeordnetenhauses gewählt. Nachdem die SPD im Jahr 1975 erstmals nicht mehr stärkste Fraktion war, schied er aus dem Amt und übernahm für weitere sechs Jahre das Amt eines Vizepräsidenten des Abgeordnetenhauses. Im Jahr 1981 verzichtete er auf eine erneute Kandidatur für das Abgeordnetenhaus und zog sich ins Privatleben zurück.

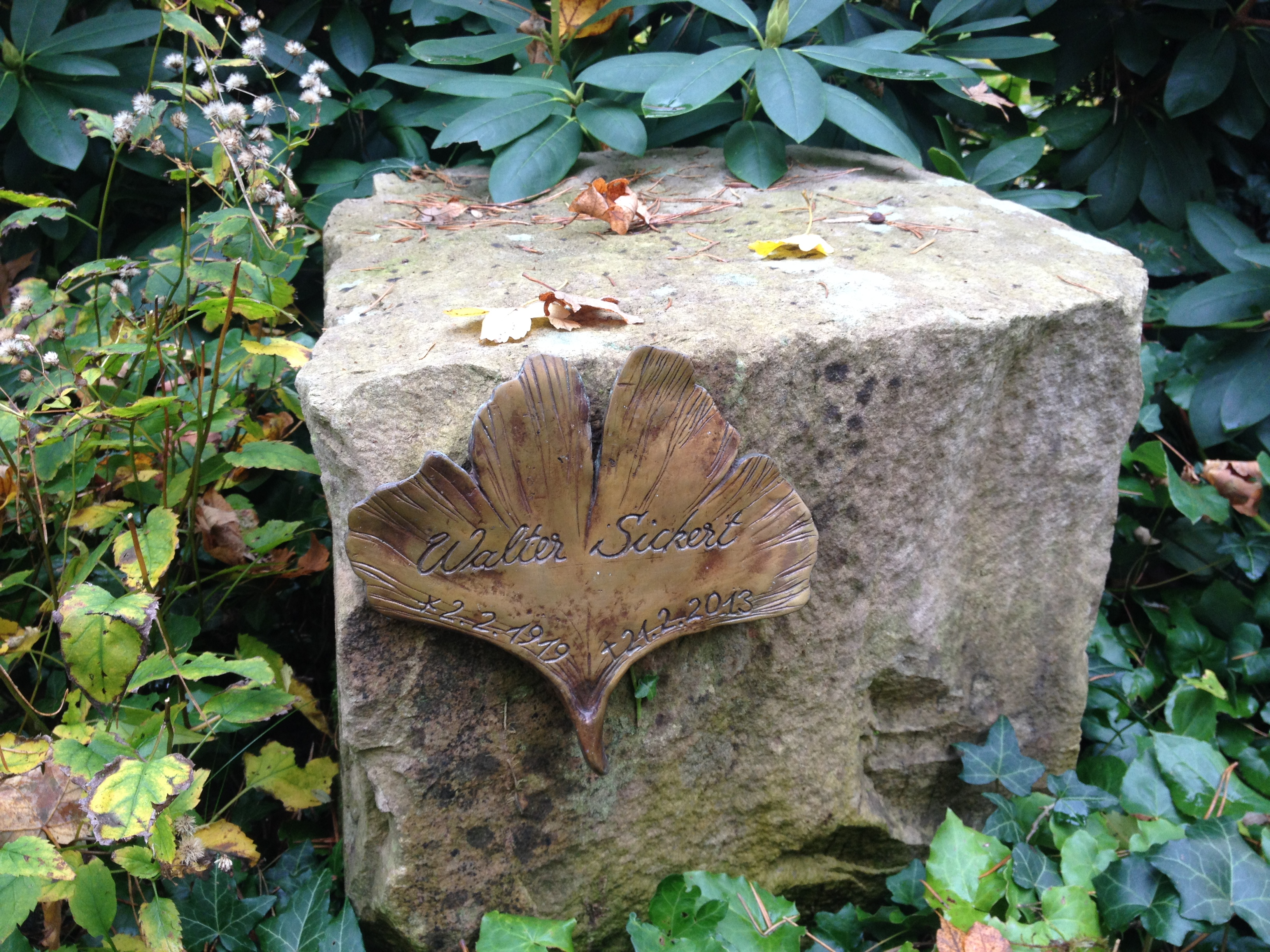
Grab von Walter Sickert auf dem Friedhof Heerstraße in Berlin-Westend

Im Jahr 2002 trat Sickert, der als rechtssozialdemokratisch galt, aus der SPD aus, nachdem der Regierende Bürgermeister Klaus Wowereit nach der Berlinwahl 2001 eine Koalition der SPD mit der PDS gebildet hatte. Im Januar 2012 trat er der SPD erneut bei.
Walter Sickert starb, drei Wochen nach seinem 94. Geburtstag, am 21. Februar 2013 in Berlin. Sein Grab befindet sich auf dem landeseigenen Friedhof Heerstraße in Berlin-Westend.

## Ehrungen
- Großes Bundesverdienstkreuz (1975) mit Stern und Schulterband (1979)
- Ernst-Reuter-Plakette (1982)
- Stadtältester von Berlin (1986)[3]